# Filip Vujanović
Filip Vujanovic (Montenegrisk kyrillisk: Филип Вујановић, født 1. september 1954) var præsident i Montenegro fra 2003 til 2018. Han var den første præsident siden landets løsrivelse fra Serbien og Montenegro i 2003. Han er medlem af det socialdemokratiske parti Demokratska Partija Socijalista Crne Gore.